# Williams Tower
La Williams Tower est un gratte-ciel situé à Houston, aux États-Unis.
Elle a été conçue par l'agence Johnson/Burgee de l'architecte américain Philip Johnson